# F1 Manager Professional
F1 Manager Professional ist der Nachfolger des Computerspiels F1 Manager 96 von Software 2000. Es wurde 1997 veröffentlicht. Im Gegensatz zum Vorgänger besitzt dieses Spiel nicht die offizielle FIA-Lizenz.

## Aufbau des Spieles
Der Spieler schlüpft in die Rolle eines Managers und steuert das Spiel in einer gezeichneten Umgebung. Zur Verfügung steht ein Organisationsbüro, eine Fabrikhalle und die Rennstrecke, der Ort des eigentlichen Geschehens des Spieles. Man beginnt im Jahr 1997 als Verantwortlicher eines vorgegebenen Rennstalls. Es besteht auch die Möglichkeit, ein eigenes Rennteam zu leiten. Nach der Auswahl muss Personal für den Rennstall angeworben werden. In weiterer Folge kümmert man sich um Sponsoren und entwirft erste Teile am Rennwagen. Nach den ersten Testfahrten startet das Team zum Saisonauftakt in Melbourne.

## Lizenzmangel und Modding
Da Software 2000 im Vorgänger noch die Lizenzen für die Formel-1-Weltmeisterschaft 1996 hatte und Heinz-Harald Frentzen als Berater, konnte man im Vorgänger alle Namen getreu der Formel 1 einbauen. Diese Möglichkeit hatten die Entwickler im Nachfolger nicht mehr. Deshalb musste das Spiel mit falschen Namen (bis auf RTL und Renault) versehen werden. Software 2000 baute jedoch für Besitzer vom F1 Manager 96 einen Konverter ein, der die Daten des Vorgängers in F1 Manager Professional überträgt. Es wurde auch ein Spieleditor eingebaut, der die Möglichkeit bot, Fahrernamen zu ändern und sonstige Dinge den eigenen Bedürfnissen anzupassen. Es gibt bis heute noch zahlreiche Modder, die mit ihren Modifikationen das Spiel auf dem aktuellen Stand halten.

## Neuerung zum Vorgänger
Software 2000 hatte schon beim F1 Manager 96 die Möglichkeit der Automatisierung für die Rennmechaniker versprochen, bauten es aber erst im F1 Manager Professional ein. Das solle ermöglichen, dass der Spieler bestimmen kann, welche Autoteile automatisch gebaut werden und wie sie aufgebaut sein sollen.